# 中之島ガーデンブリッジ
中之島ガーデンブリッジ（なかのしまガーデンブリッジ）は、大阪市の堂島川（旧淀川）に架かる橋。
大阪市北区中之島2丁目と堂島浜1丁目（堂島公園）の間を結んでいる。橋の上を阪神高速1号環状線が通過している。

## 概要

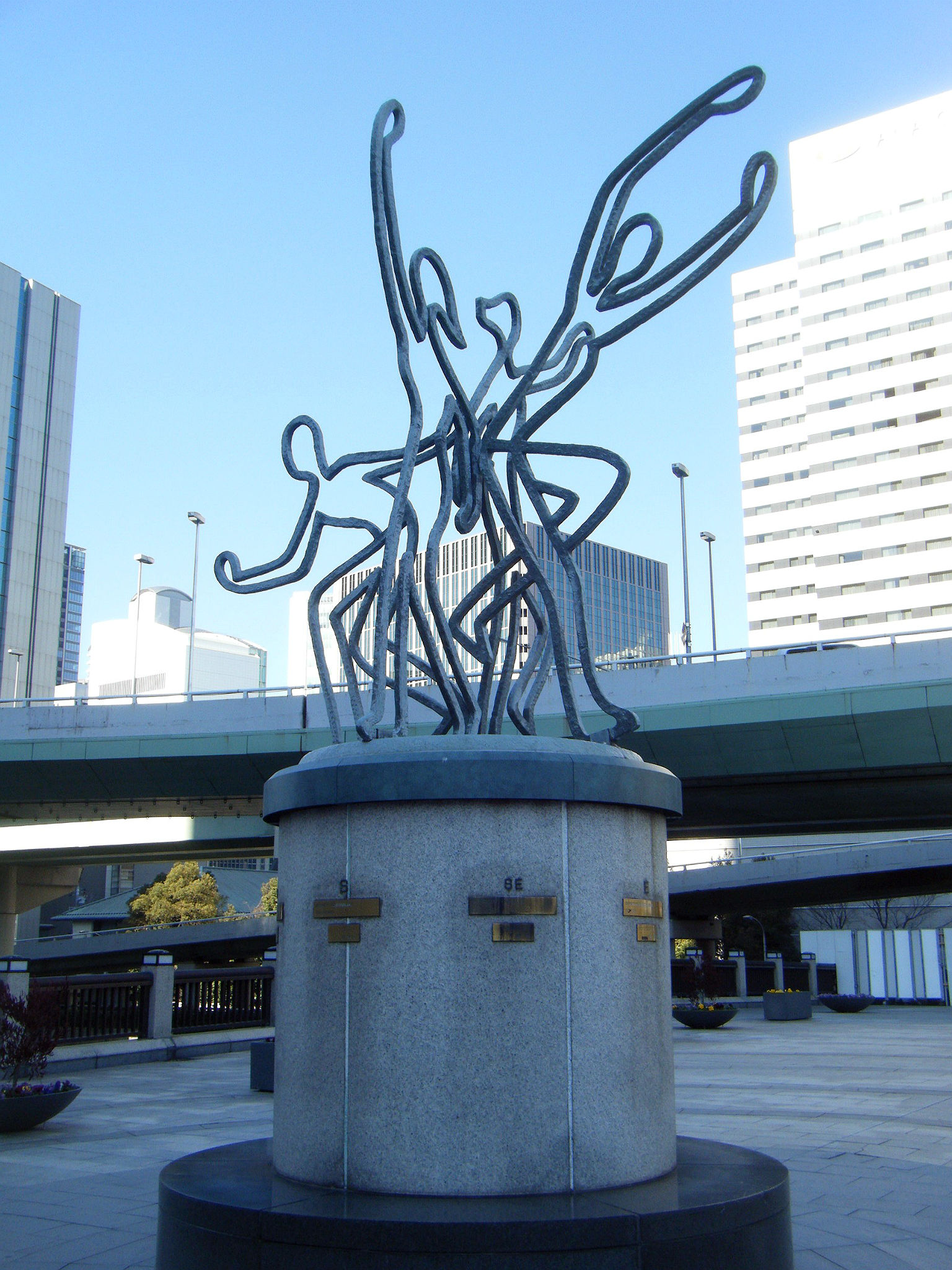
彫刻「そよかぜ」

中之島と堂島公園を結ぶ歩行者専用の橋で、ANAクラウンプラザホテル大阪の前に階段があり、その横に堂島米市場跡記念碑がある。1990年（平成2年）3月に架橋された（但し、正確には同年の4月1日から開催された花博'90に合わせて、突貫工事を行い、4月1日午前4時頃に完成した）。
橋の特徴として、橋脚が端に寄せられ、片持ち梁の橋桁でくさびのような形状としている。橋の中央に松岡阜の彫刻「そよかぜ」がある。幅員は広めになっており、くつろげる空間が確保されている。
イベント「水都大阪2009」の一環として、2009年12月に開催された「OSAKA光のルネサンス2009」では、初めて橋をライトアップさせる演出がなされた。これがきっかけとなって、2010年度以降の「OSAKA光のルネサンス」でも橋をライトアップするようになった。

## 仕様
- 桁橋。
- 橋長77.5m、幅20.0m。

## 周辺情報
- 大江橋（堂島川 ひとつ上流の橋）
- 渡辺橋（堂島川 ひとつ下流の橋）

- 中之島
- 日本銀行大阪支店
- ANAクラウンプラザホテル大阪
- 中之島セントラルタワー

## 交通アクセス

### 鉄道
- 京阪中之島線 大江橋駅 1番出口より徒歩1分